# Downplay
I Downplay sono stati un gruppo musicale alternative metal statunitense formata ad Athens, Ohio, nel 2003. Il gruppo era composto dal cantante Dustin Bates, dal bassista Ron DeChant e dal batterista Brian Patrick. La band ha pubblicato quattro album in studio e tre EP ed ha registrato con il produttore Dave Fortman la loro canzone Hated You From Hello che è stata presentata come Game Changer of the Year agli Slammy WWE del 2011.

## Storia

### Formazione e Saturday (2001-2006)
I Downplay sono originariamente nati a Salem nel 2001 come una cover band, hanno intrattenuto folle nei bar e poco dopo, la band (composta da Dustin Bates, Brandon Hill, Nick Kiser e Chad White), si trasferì all'Università dell'Ohio ad Athens.
Nel 2005 i Downplay si sono riorganizzati come band ufficiale. Il loro primo album in studio, Saturday, è stato registrato "in circa un giorno" con un budget di $1 000 presso lo studio di produzione audio gestito dagli studenti dell'Università dell'Ohio. La band ha inizialmente suonato ad eventi importanti quali l'Halloween Block Party ed il PalmerFest. Nel 2006, dopo che la maggior parte dei membri si è diplomata all'università, la band si è trasferita a Columbus.

### A Day Without Gravity(2007-2009)
I Downplay sono tornati in studio alla fine del 2007, questa volta al Jungle Recording Studio di Cleveland. Più o meno nello stesso periodo, Bates, con il contributo di amici fondò un'etichetta discografica indie rock (True Anomaly Records, LLC) e firmò i Downplay con l'etichetta per un contratto di un album. A Day Without Gravity è stato rilasciato ad ottobre. Il costo del secondo album in studio era di circa $16 000. Questo disco aveva un suono più raffinato e mostrava i miglioramenti della band nella scrittura delle canzoni rispetto al loro primo album, aiutando la band a iniziare la propria espanasione nello stato dell'Ohio. Nel 2008, Mike Mealey è diventato il quinto membro dei Downplay. La formazione della band è stata poi completamente riconfigurata nel 2009, fatta eccezione per Bates e Mealey.
Il 17 novembre del 2009 pubblicarono il loro primo EP Rise. Fall. Repeat., da questo momento fino alla prima metà del 2010 Bobby Withers, Ron DeChant, Derek Snowden e Brandon Zano sono stati nella band solo per un breve periodo di tempo.

### Cambio di formazione e contratto discografico (2010-2011)
La band firmò con la In De Goot Management nell'aprile del 2010 e fece il suo primo grande tour con i Puddle of Mudd e i Sevendust. A giugno la band ha firmato con la Epic Records. Subito dopo, Bates andò a Los Angeles per iniziare a scrivere il debutto con una major. «Siamo la prima band hard rock a firmare con la Epic Records negli ultimi cinque anni», ha detto Bates. Durante questo periodo, i Downplay hanno cambiato la formazione a Trevor Connor, Evan Mckeever, Brian Patrick e Corey Catlett.
Nel gennaio 2011, i Downplay hanno iniziato a registrare il loro terzo disco con il produttore Dave Fortman a New Orleans, dove hanno inciso il loro primo album. Il titolo provvisorio era Sleep; l'album avrebbe avuto 12 canzoni e due tracce bonus disponibili per il download da iTunes, così come una traccia diversa per Amazon. Fu terminato nel maggio 2011. I Downplay hanno suonato con numerosi gruppi rock tra cui Chevelle, 10 Years, Theory of a Deadman, Crossfade ed altri in una serie di importanti festival rock, tra cui Rock on the Range a Columbus e XFest a Dayton. Nell'ottobre 2011, dopo aver realizzato che l'album che era stato registrato per la Epic non sarebbe uscito fino al 2012, la band si mise velocemente in studio e registrò un album che sarebbe uscito il 1º dicembre per tutti i fan a cui avevano promesso un disco entro la fine del 2011, che si rivelò essere il loro terzo album in studio Beyond the Machine. Poi, pochi giorni dopo, il gruppo è stato abbandonato dalla Epic Records in modo che l'etichetta potesse firmare i gruppi del nuovo show televisivo The X-Factor. A dicembre, i Downplay hanno pubblicato il loro primo video musicale per la loro canzone Digging It Out. Dopo l'uscita di Beyond the Machine, la loro canzone Hated You From Hello viene usata dalla WWE.

### Radiocalypse(2012–2013)
I Downplay hanno pubblicato il loro quarto album in studio, Radiocalypse, nel maggio 2012. Il loro secondo video musicale, per la canzone Where Did You Go, è stato pubblicato il mese successivo. Durante questo periodo DeChant si è riunito alla band.
A luglio, i Downplay hanno annunciato che Connor stava lasciando la band per inseguire altri interessi. Il giorno prima dell'uscita del secondo EP chiamato The Human Condition, Connor morì. Più tardi nella settimana la band eseguì un tributo.
Nel luglio 2013, i Downplay hanno annunciato sul loro sito web che avevano "recentemente firmato un contratto di licenza con la NASCAR" che permetteva loro di utilizzare le canzoni e che la band sarebbe andata in una breve pausa. Il giorno seguente la band pubblicò un disco acustico, il loro album compilation di debutto intitolato Stripped.

### Dopo il 2013
Nell'agosto 2014, Bates ha rivelato che sta ancora lavorando a nuova musica per i Downplay, ma non ha ricevuto la "benedizione" dell'etichetta per pubblicarla. Ha successivamente fondato gli Starset (coinvolgendo DeChant nella formazione dal vivo), con i quali ha proseguito l'attività musicale pubblicando quattro album tra il 2014 e il 2014.
Il 6 febbraio 2016 DeChant ha postato una foto di reunion della band che ritrae se stesso e Bates insieme agli ex membri dei Downplay, tra cui Hill, Kiser, McKeever, Mealey e White.

## Discografia

### Album in studio
- 2005 – Saturday
- 2007 – A Day Without Gravity
- 2011 – Beyond the Machine
- 2012 – Radiocalypse

### Raccolte
- 2013 – Stripped

### EP
- 2009 – Rise. Fall. Repeat.
- 2012 – The Human Condition

### Singoli
- 2011 – Hated You from Hello
- 2012 – Dark on Me